# Mary Anne Whitby
Mary Anne Whitby   (Anglaterra, 18 de desembre de 1783 - 5 d'agost de 1850) Mary Anne Theresa Whitby senyora Symonds, va ser una escriptora, terratinent i artista anglesa. Es va convertir en una autoritat en el cultiu dels cucs de seda, i en la dècada de 1830 va reintroduir la sericultura al Regne Unit. Durant la dècada de 1840, va correspondre àmpliament amb Charles Darwin sobre els cucs de seda, fent experiments de reproducció per ajudar a desenvolupar les seves teories sobre la selecció natural.

## Biografia
Mary Anne Theresa Symonds va néixer el 1784, filla del capità oficial de la Royal Navy, Thomas Symonds. El seu germà major, William, es va convertir en inspector de la Marina. A finals del segle passat, es va casar amb el capità Thomas Whitby, amb qui va tenir una filla. Whitby era el capità del pavelló de l'almirall Sir William Cornwallis. Després que Cornwallis fos destituït del comandament de la Flota del Canal a principis de 1806, Whitby i la seva família van ser convidats a viure a la seva finca a Newlands, Milford on Sea. Thomas va morir poc després, el 6 d'abril de 1806, però Mary va romandre com a companya de Cornwallis durant la seva jubilació - era propens a la depressió i, com que havia passat gran part de la seva vida al mar, tenia pocs amics propers a la societat i mai no s'havia casat. A la seva mort, al juliol de 1819, va ser legada a gairebé tota la propietat de Cornwallis. Un petit llegat addicional es va destinar a William Symonds, el germà de Mary, que ho va utilitzar per llançar una carrera en arquitectura naval.
Whitby va adquirir més tard la propietat de Milford Baddesley, que va reunir una gran quantitat de participacions a la zona. Va romandre a la finca durant la resta de la seva vida. El 1827 la seva filla Theresa es va casar amb l'honorable Frederick Richard West, membre del Parlament de Denbigh i primer d'Earl De la Warr. Els seus fills van prendre Cornwallis com a segon nom; el més destacat va ser William Cornwallis-West, que també es va convertir en membre del Parlament.

## Sericultura
En 1835, Whitby estava de viatge a Itàlia quan va trobar històries d'un home de negocis anglès que havia guanyat considerablement els cucs de seda en una plantació de morera a prop de Milà. Va decidir provar el mateix projecte a Anglaterra, esperant que, a més de guanyar beneficis, pogués reintroduir la indústria al país i donar feina a les dones pobres. S'havien fet primers intents per introduir moreres i cucs de seda per part de Jaume I d'Anglaterra a principis del segle xvii, però mentre els arbres havien sobreviscut, els cucs de seda no havien prosperat.
Va trigar una dècada a desenvolupar la producció de seda econòmicament viable: el principal problema va resultar ser el processament de la seda crua, en lloc de criar els cucs de seda. - però va perseverar, i el 1844 va produir vint metres de damask, que va presentar a la reina Victoria.

## Treballs amb Darwin
En 1846, Whitby va llegir un article sobre la cria de cucs de seda en una reunió de l'Associació Britànica per al Avanç de la Ciència a Southampton. Aquí va conèixer a Charles Darwin, que més tard li va demanar que realitzés una sèrie d'experiments sobre l'heretabilitat en els cucs de seda, mirant si les característiques com la falta de seda es van transmetre entre generacions de cucs, També li va demanar assessorament sobre una sèrie de temes, com ara la fugida de les arnes domèstiques i el comportament de diferents races d'erugues.
Ella li va proporcionar un conjunt d'espècimens de mares, observant el seu dimorfisme sexual, i es va comprometre a dur a terme algunes investigacions més detallades; els seus experiments de reproducció selectiva durant els dos anys següents van persuadir a Darwin que les característiques de la fase larvària eren heretades, resultat que més tard va publicar a The Variation of Animals and Plants under Domestication (1868).